# Enicospilus fusiformis
Enicospilus fusiformis är en stekelart som beskrevs av Chiu 1954. Enicospilus fusiformis ingår i släktet Enicospilus och familjen brokparasitsteklar. Inga underarter finns listade i Catalogue of Life.